# Enfants perdus (nouvelle)
Pour les articles homonymes, voir Enfants perdus (homonymie).
Enfants perdus est une nouvelle de Marcel Aymé, parue dans La Revue du cinéma en 1931.

## Historique
Enfants perdus est une nouvelle de Marcel Aymé, parue dans La Revue du cinéma le 1er février 1931, puis dans son premier recueil de nouvelles Le Puits aux images en avril 1932.

## Résumé
En vue des murs de Dole, trois coquins, pendus de frais, se balançaient à un gibet. Passe l'homme qui guérissait le mal de pendaison... Bientôt dépendus, les trois compagnons, avec le guérisseur, entrent en ville en chantant la complainte des Enfants perdus...